# 钱达尔勒
钱达尔勒是土耳其伊兹密尔省迪基利区的一个滨海城镇，坐落在钱达尔勒湾的北岸，与重要的工业中心阿利阿隔海相望。昌达尔勒不仅经济发达，还是重要的旅游胜地。
该镇的标志是一座15世纪的由奥斯曼帝国大维齐尔小钱达尔勒·易卜拉欣帕夏建造的城堡。该城堡是为了保护喜欢居住在马尼萨附近的奥斯曼蘇丹穆拉德二世免遭可能的外部袭击而修建的，现在已经全面向游客开放。
镇子现在的名字是大维齐尔命名的。昌达尔勒古代也曾被希腊人称为“皮塔内”（希臘語：Πιτάνη），镇外不远就有皮塔内的遗址存在。